# Šalmanovice
Šalmanovice jsou vesnice, část obce Jílovice v okrese České Budějovice v Jihočeském kraji. Leží pět kilometrů jihovýchodně od Jílovic, jako poslední sídlo okresu podél silnice II/154 Třeboň – Nové Hrady. V roce 2011 zde trvale žilo 117 obyvatel.

## Historie
První písemná zmínka o vesnici pochází z roku 1362. Původní majitelé vsi byli Rožmberkové, kteří jí vlastnili již před rokem 1366.
V roce 1882 zde byla založena pošta, v roce 1897 hasičský sbor. Obyvatelé se léta živili výrobou borek, tedy rašelinových cihel k topení. Dalším oblíbeným „povoláním“ bylo pytláctví.
Za protektorátu byly Šalmanovice poslední českou obcí, jižně již bylo zabrané území. Do roku 1948 patřily Šalmanovice do Třeboňského okresu, mezi lety 1948 a 1960 do Trhovosvinenského okresu a od 1960 do Českobudějovického.

## Přírodní poměry

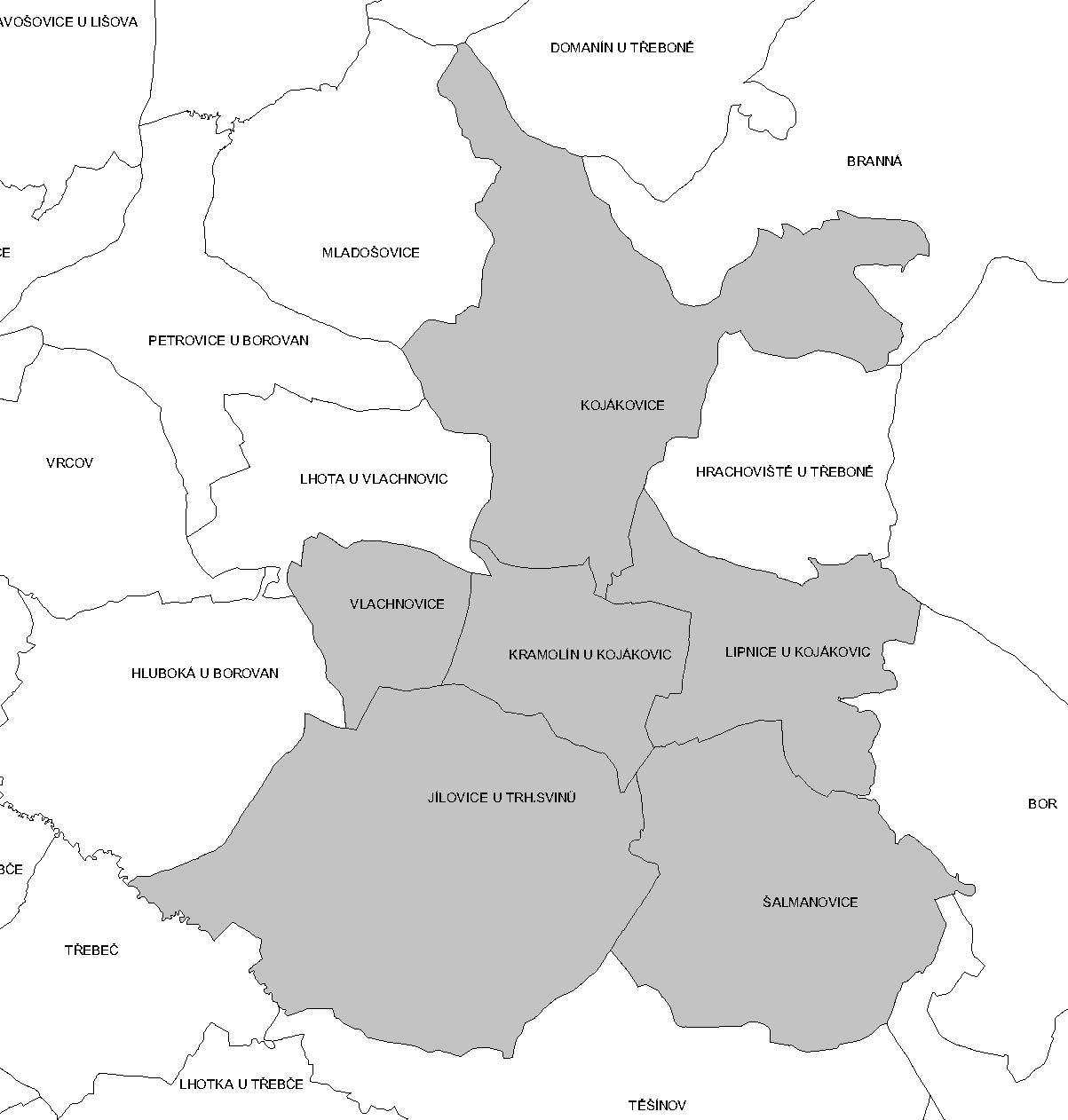
Katastrální členění Jílovic

Katastrální území Šalmanovice má rozlohu 825,6 hektaru a zahrnuje i místní části Jiterní Ves a Nepomuk.

## Obyvatelstvo
| Rok            | 1869 | 1880 | 1890 | 1900 | 1910 | 1921 | 1930 | 1950 | 1961 | 1970 | 1980 | 1991 | 2001 | 2011 | 2021 |
| -------------- | ---- | ---- | ---- | ---- | ---- | ---- | ---- | ---- | ---- | ---- | ---- | ---- | ---- | ---- | ---- |
| Počet obyvatel | 275  | 263  | 284  | 296  | 396  | 349  | 327  | 186  | 189  | 169  | 146  | 115  | 109  | 117  | 111  |
| Počet domů     | 39   | 42   | 42   | 47   | 57   | 59   | 64   | 64   | 80   | 45   | 43   | 51   | 53   | 52   | 58   |

## Obecní správa
Při sčítání lidu v letech 1850–1976 Šalmanovice byly samostatnou obcí, se kterým patřily nejprve do okresu Třeboň, ale v roce 1950 v okrese Trhové Sviny a od roku 1960 v okrese České Budějovice. Od 1. dubna 1976 jsou částí obce Jílovice v okrese České Budějovice. K Šalmanovicím patřívala osada Bor, po druhé světové válce k nim byly připojeny Nepomuk (který před tím patřil pod Těšínov) a Jiterní Ves (patřila ke Kramolínu).

## Okolí
- Přírodní rezervace Červené blato.